# Nižná Jablonka
Pour les articles homonymes, voir Jablonka.
Nižná Jablonka est un village de Slovaquie situé dans la région de Prešov.

## Histoire
Première mention écrite du village en 1436.

## Démographie

### Évolution de la population
| Année:               | 1994. | 2004.   | 2014.   | 2024.    |
| -------------------- | ----- | ------- | ------- | -------- |
| Nombre de personnes: | 183   | 177     | 186     | 138      |
| Différence:          |       | -3,27 % | +5,08 % | -25,80 % |

| Année:               | 2023. | 2024.   |
| -------------------- | ----- | ------- |
| Nombre de personnes: | 136   | 138     |
| Différence:          |       | +1,47 % |